# Orange, Kalifornien
Orange är en stad (city) i Orange County, Kalifornien, belägen cirka 6 kilometer norr om Santa Ana. Orange är ovanlig på så sätt att många av husen i den gamla stadsdelen byggdes före 1920. Många andra städer i regionen rev stadskärnan på 1960-talet och byggde nytt, men i Orange beslöt man sig för att bevara den. Den lilla rika staden Villa Park är omgiven av staden Orange.

## Kända personer
- Shane Bieber - Basebollspelare